# 오송희 (연출가)
오송희는 대한민국의 드라마 PD이다. SBS의 자회사 스튜디오S 소속이다.

## 드라마
- 2024년 SBS 금토 미니시리즈 《7인의 부활》 ... 공동연출